# Maggid de Mezeritch
Dov Baer de Mezeritch dit le Maggid de Mezeritch (prédicateur de Mezeritch, hébreu : דב בער ממזריטש), né vers 1700-1710 en Volhynie, alors province polonaise et mort en 1772 à Hannopil, est un maître hassidique, disciple, aux côtés de Yaakov Yossef Hakohen de Polnoa, du Baal Shem Tov (Besht), fondateur du hassidisme.
Le Maggid de Mezeritch développe une grande partie de la pensée philosophique du mouvement. Sous sa férule, le hassidisme acquiert l’envergure d’un nouveau courant du judaïsme dont les adeptes répandent les enseignements à travers les communautés juives de la république des Deux Nations et au-délà. Ses plus grands disciples sont Elimelech de Lijensk, Shmouel Shmelke Horowitz, Shneur Zalman de Liozna, Pinchas Horowitz et Menachem Mendel de Vitebsk.
Son jour de décès (Hiloula/Yortzeit) est le 19 Kislev.

## Biographie

### Jeunes années
Dov Baer naît vers 1700-1710 ou, selon une estimation plus récente, en 1704 à Lukats, un petit village près de Równe. Son père Avraham, un melamed (instituteur juif) vivant dans la précarité est aussi son premier maitre. Il étudie ensuite à Lwów, à la yeshiva de Jacob Joshua Falk, l’auteur du Pne Yehochoua.
Très jeune, il épouse Hava Keila, la fille du rabbin de Torczyn, et continue à étudier et enseigner, vivant des seuls revenus d'une petite boutique tenue par sa femme. Il s’initie à la kabbale de Isaac Louria, pratiquant un ascétisme sévère : il jeûne plusieurs fois par semaine et se mortifie.

### Maggid
Il devient maggid (prédicateur populaire). Il officie essentiellement à Torczyn, à Korzec et à Równe mais écume également les villes et les villages de Volhynie et de Podolie. Avant de parler, il parcourt les rues de la ville proclamant « Venez, enfants, écoutez-moi, je vous enseignerai la crainte du Ciel ». Sans faire de morale ni de réprimande, il prend le rôle de consolateur, celui qui annonce la bonne nouvelle. Ses discours, prononcés avec enthousiasme et dans un style enflammé, conquièrent l’audience. Les commentateurs soulignent sa tendance à la mélancolie, qu'il parvient toutefois à surmonter pour transmettre force et joie à ceux qu'il enseigne.

### Le Maggid et le Besht
Lorsque le Baal Chem Tov (le Besht) commence à enseigner la hassidout, le Maggid s’y oppose farouchement, recommandant de s’éloigner de cet homme et de son enseignement. Cependant, après que son ascétisme l’ait rendu infirme, il finit par se tourner, à la suite des prières incessantes de son épouse, vers Israel Baal Shem Tov, bien connu en tant que guérisseur. Sa rencontre avec le Besht fait l’objet de plusieurs légendes hassidiques. Il devient bientôt son disciple, bien que le Besht n’ait pas guéri ses jambes (il marchera avec des béquilles jusqu’à son décès) et soit certainement moins versé dans la tradition que lui. Son nouveau maître l’exhorte à se détourner de la voie ascétique et à servir Dieu dans la joie et la plénitude. Dov Baer s’engage dans cette voie avec la fougue des convertis.

### Le nouveau maître
À la mort du Besht, son fils Tzvi lui succède. Cependant, il abandonne le poste au bout d’un an.
L'histoire du mouvement hassidique après la mort du Besht est inextricablement liée à la relation dynamique entre Yaacov Yossef de Polonne et Dov Baer de Mezeritch. Yaacov Yossef, à l’instar d’autres membres du cercle initial des disciples du Besht comme Pinhas de Korets, ne réunit autour de lui qu’un groupe restreint et fermé sans s’intéresser aux masses tandis que Dov Baer enseigne, du vivant du Besht à un groupe de disciples plus large. C’est à lui que revient le concept du tsadik séjournant dans une localité et recrutant des adeptes qui viennent présenter leurs hommages. Par contre, c'est Yaacov Yossef qui formule la relation entre le tsadik et ses adeptes. C'est également Yaacov Yossef qui définit les obligations réciproques entre les peuples (spirituel) et les gens (matériel) .
Ainsi, c'est bien la combinaison des apports de ces deux penseurs qui façonne en définitive la nature du hassidisme et lui permet de se développer en un mouvement de masse.
Avec le consentement de la communauté hassidique, Yaacov Yossef continue de diriger son groupe tandis que Dov Ber prend la direction du mouvement hassidique .

### Rebbe
En 1752, Dov Baer s'établit à Mezeritch qui devient le centre du mouvement hassidique. Sa renommée lui attire beaucoup de disciples ou de gens simples. Contrairement au Becht, il ne voyage pas, contraint de rester à la maison à cause de son infirmité, mais il envoie des émissaires dans toutes les provinces de la république des Deux Nations : Ukraine, Biélorussie, Pologne et Lituanie.
Salomon Maimon, qui passe quelques jours auprès du Maggid, raconte dans ses mémoires qu’il passe toute la semaine dans sa chambre, n’acceptant que quelques confidents dans son intimité. Le shabbat, il apparaît en public, vêtu de satin blanc. À ces occasions, il récite les prières en public, félicitant ceux qui partagent son repas. Posant sa main sur son front, il chante à la fin du repas de nombreux nigounim, puis demande aux personnes présentes de citer des versets de la Bible dont il fait le thème du prochain sermon. Il excelle dans ce domaine à en croire Maimon, étant capable « de disserter et de lier en parfaite harmonie deux versets distincts. »
En 1772, il est confronté à un conflit très violent avec les mitnagdim, les adversaires du hassidisme. Le Maggid conseille la patience et la retenue et organisa lui-même une confrontation publique entre les Hassidim et les Mitnagdim. Les idées hassidiques défendues par Rabbi Shneur Zalman de Liozna et par Rabbi Abraham de Kalisk (en).
À la suite de l’épidémie qui ravage Mezeritch en juillet 1772, il quitte la ville à l’invitation de son disciple Meshoulam Zoucha d’Anipoli et s’installe chez lui à Hannopil. Il meurt le 4 décembre 1772.

## Œuvre
Dov Ber n’a laissé aucun écrit mais ses enseignements, consignés par ses élèves (en particulier Shloïme Lotzker), ont fait l’objet de plusieurs compilations :
- Maggid Dvarav lèYaakov (Karitz, 1784)
- Or Torah (Karitz, 1802)
- Or Haëmet (Hochstein, 1899)

Il apporte au hassidisme une tournure théorique et métaphysique. Le Besht est avant tout un professeur de religion pratique, offrant des conseils à ses disciples pour développer leur propre vie spirituelle. Dov Ber prend ces fragments de conseils pour en faire une doctrine unique, dérivée d’une simplification et d’une psychologisation des textes kabbalistiques et lurianiques.
L'homme doit se penser comme un néant et oublier complètement son essence propre. Dans chacune de ses prières, il doit s'enquérir de la présence divine (shekhina) et parvenir ainsi à s'élever au-dessus du temps, c'est-à-dire atteindre le monde de la pensée, car là tout est égal, la vie et la mort, la mer et la terre. Le rôle du tsadik est faire passer l'être au néant. Mais non pas pour s'y perdre : bien au contraire, celui qui s'unit au néant divin, pour un bref instant, y trouve force pour agir en ce monde-ci et pour y répandre un peu de clarté.

### En hébreu
- (he) Yisroel Yaakov Klapholz, HaMaggid MiMezeritsh, Bnei Brak, Friedman, 1971, 2e éd., 242 p.
- (en) Kaufmann Kohler & Louis Ginzberg in Jewish Encyclopedia, Baer (Dob) of Meseritz, New York, 1906 (lire en ligne)
- (he) "Maggid Devarav L'Yaakov" ("Il proclame Ses paroles à Yaakov") (édition Korets, 1781).

### Traductions en français
- Catherine Chalier, Le Maggid de Mezeritch : aux sources du hassidisme, Éditions Arfuyen, coll. « Les carnets spirituels », Paris-Orbey, 2014, 176 p.[20]

### Traductions en anglais
- (en) Jacob Immanuel Schochet. The Great Maggid. The Life and Teachings of Rabbi Dov Ber of Mezhirech. Volume One. Rabbi Dov Ber of Mezhirech and his Leadership of Chassidim: A Biography. Coll. Foundations Of Chassidism. Kehot Publication Society, 770 Eastern Parkway, Brooklyn, New York 11213, 5750, 1990.[Third Edition. The first Edition dates from 1974].  (ISBN 0-8266-0414-5)
- (en) Norman Lamm. The religious thought of Hasidism: text and commentary. Vol. 4 of Sources and studies in Kabbalah, Hassidism, and Jewish Thought. KTAV Publishing House, 1999. [Voir 9.Devekut And The Intellect].  (ISBN 0-88125-440-1),  (ISBN 978-0-88125-440-2)

## Disciples et successeurs
Le Maggid de Mezeritch a eu quatre-vingts élèves dont la plupart ont fondé une dynastie hassidique :
- Rabbi Aaron Le Grand de Karlin, fondateur de la dynastie hassidique de Karlin.
- Rabbi Menachem Mendel de Vitebsk qui eut parmi ses condisciples Shneur Zalman de Liadi.
- Rabbi Elimelekh de Leżajsk, auteur du Noam Elimélekh, et son frère Rabbi Meshoulam Zousha d'Anipoli.
- Rabbi Shneur Zalman de Liadi, dit l’Alter Rebbe, fondateur de la dynastie hassidique Habad-Loubavitch et binôme de Rabbi Menahem Mendel de Vitebsk ainsi que d’Avraham l’Ange.
- Rabbi Yaakov Yitzchak Horowitz, dit le Voyant de Lublin, disciple d’Elimelekh de Leżajsk après la mort du Maggid.
- Rabbi Aryeh Leib de Shipolé dit le Sabba de Shipolé.
- Rabbi Avraham de Kalisk, également disciple et successeur de Menahem Mendel de Vitebsk.
- Rabbi Levi Yitzhok de Berditchev dit l’Avocat d’Israël.
- Rabbi Shlomo de Karlin, également disciple d’Aaron Le Grand de Karlin
- Rabbi Pinhas Halevi d'Horowice, grand-rabbin de Francfort-sur-le-Main, père de Shmouel Shmelke de Nikelsbourg et maître du Hatam Sofer
- Rabbi Yaakov Shimshon de Shipitovka
- Rabbi Borukh de Medjybij, petit-fils du Baal Shem Tov et oncle de Nahman de Bratslav.
- Rabbi Yisroel Hopsztajn de Kozhnitz dit le Maggid de Kozhnitz, disciple d’Elimelekh de Leżajsk après la mort du Maggid.
- Rabbi Shmouel Shmelke Horowitz de Nikelsbourg
- Rabbi Zeev Wolf de Czerni-Ostra
- Rabbi Leib ben Sarah, disciple du Baal Shem Tov
- Rabbi Avraham HaMalakh Friedman (Abraham l’Ange), fils unique du Maggid et binôme de Shneur Zalman de Liadi.
- Rabbi Ouziel Meizlish, auteur de Tiferet Ouziel, Menora Tehora et Tiferet Tzvi
- Rabbi Shloïme Lotzker, dit le Maggid de Lotzk
- Rabbi Menachem Nahoum Twersky de Tchernobyl, disciple du Baal Shem Tov, auteur du Me'or Einayim et fondateur de la dynastie hassidique de Tchernobyl.